# ウルーピー

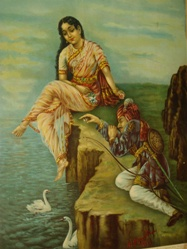
ウルーピーとアルジュナ。

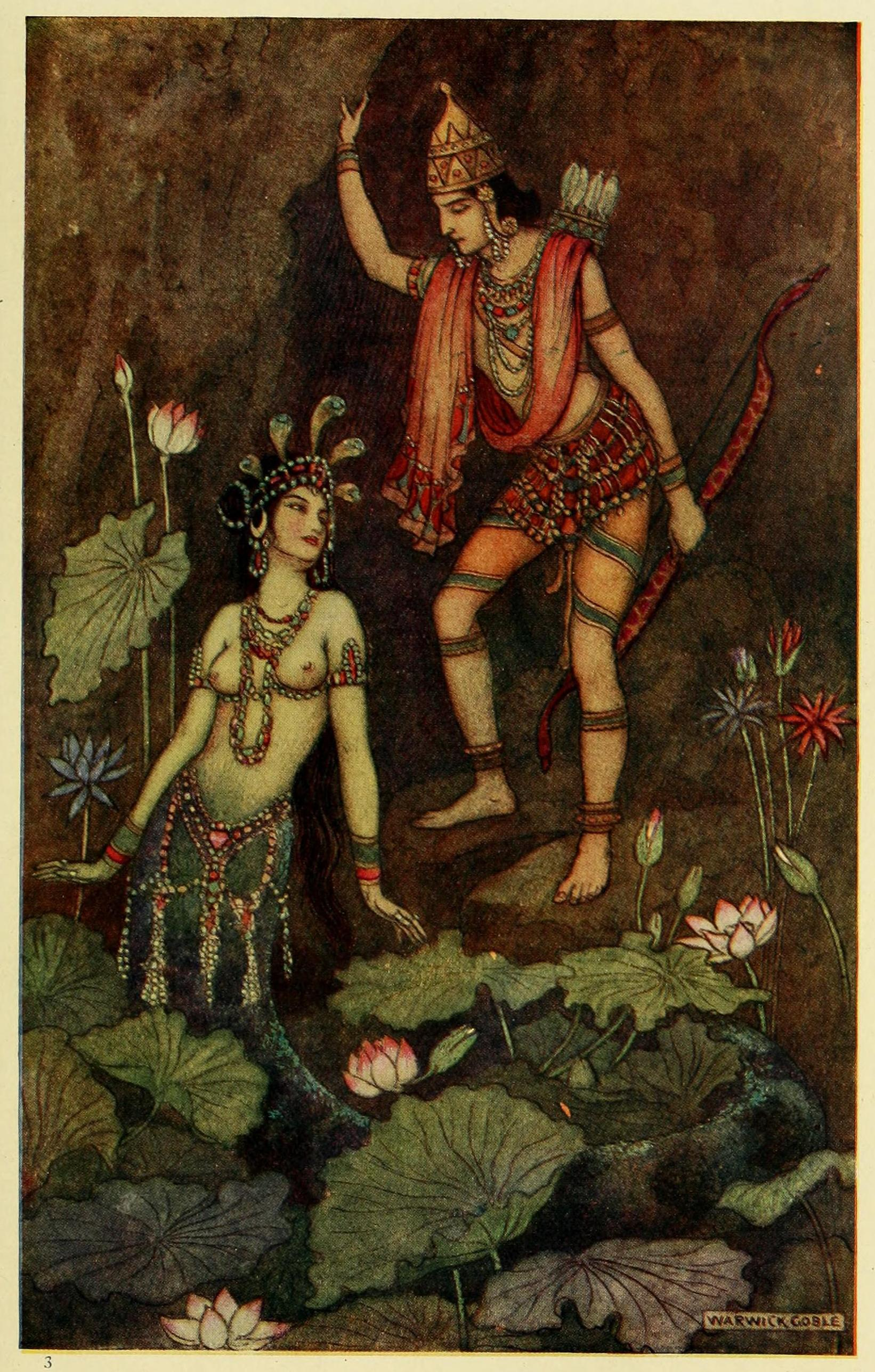
ウルーピーとアルジュナ。

ウルーピー (Ulūpī) は、インドの叙事詩『マハーバーラタ』に登場するナーガ族の女性（ナーギニー）。ナーガ王アイラーヴァタの家系に属するカウラヴィヤ王の王女。アルジュナとの間にイラーヴァットを生んだとされる。

## 物語
ウルーピーはアルジュナが12年間追放されていたとき、アルジュナに恋をした。そこでアルジュナが火の供儀のためにガンジス川で沐浴し、陸に上がろうとしたとき、彼を水中に引き入れた。そして父カウラヴィヤの宮殿に連れて行った。アルジュナはそこに聖火があったので火の儀式を完遂した。その後ウルーピーはアルジュナに自分の思いを伝え、情交を求めた。最初アルジュナは拒否したが、ウルーピーは望みが叶えられないならば死ぬと言ったため、その夜を宮殿で過ごし、翌朝陸に戻った。
なお『マハーバーラタ』6巻によると、ウルーピーがアルジュナに出会ったとき彼女の夫はガルダに殺されていて、アルジュナに恋をした彼女をアイラーヴァタ王がアルジュナに託したという話である。しかし息子のイラーヴァットはクル・クシェートラの戦いにおいてパーンダヴァ側で戦い、戦死した。
戦後、アルジュナがチトラーンガダーの息子バブルヴァーハナを訪れ、息子のへりくだった態度に不満な様子を見せたとき、ウルーピーはバブルヴァーハナにクシャトリヤの生き方を説き、父と戦うようにけしかけた。彼の矢が老いたアルジュナを殺すと、魔法の薬を与えてアルジュナを蘇生させた。